# Bolesław Prus
Bolesław Prus, właśc. Aleksander Głowacki (ur. 20 sierpnia 1847 w Hrubieszowie, zm. 19 maja 1912 w Warszawie) – polski pisarz, prozaik, publicysta okresu pozytywizmu, współtwórca polskiego realizmu, kronikarz Warszawy, myśliciel i popularyzator wiedzy, działacz społeczny, propagator turystyki pieszej i rowerowej. Jeden z najwybitniejszych i najważniejszych pisarzy w historii literatury polskiej.

## Życiorys

### Dzieciństwo i młodość

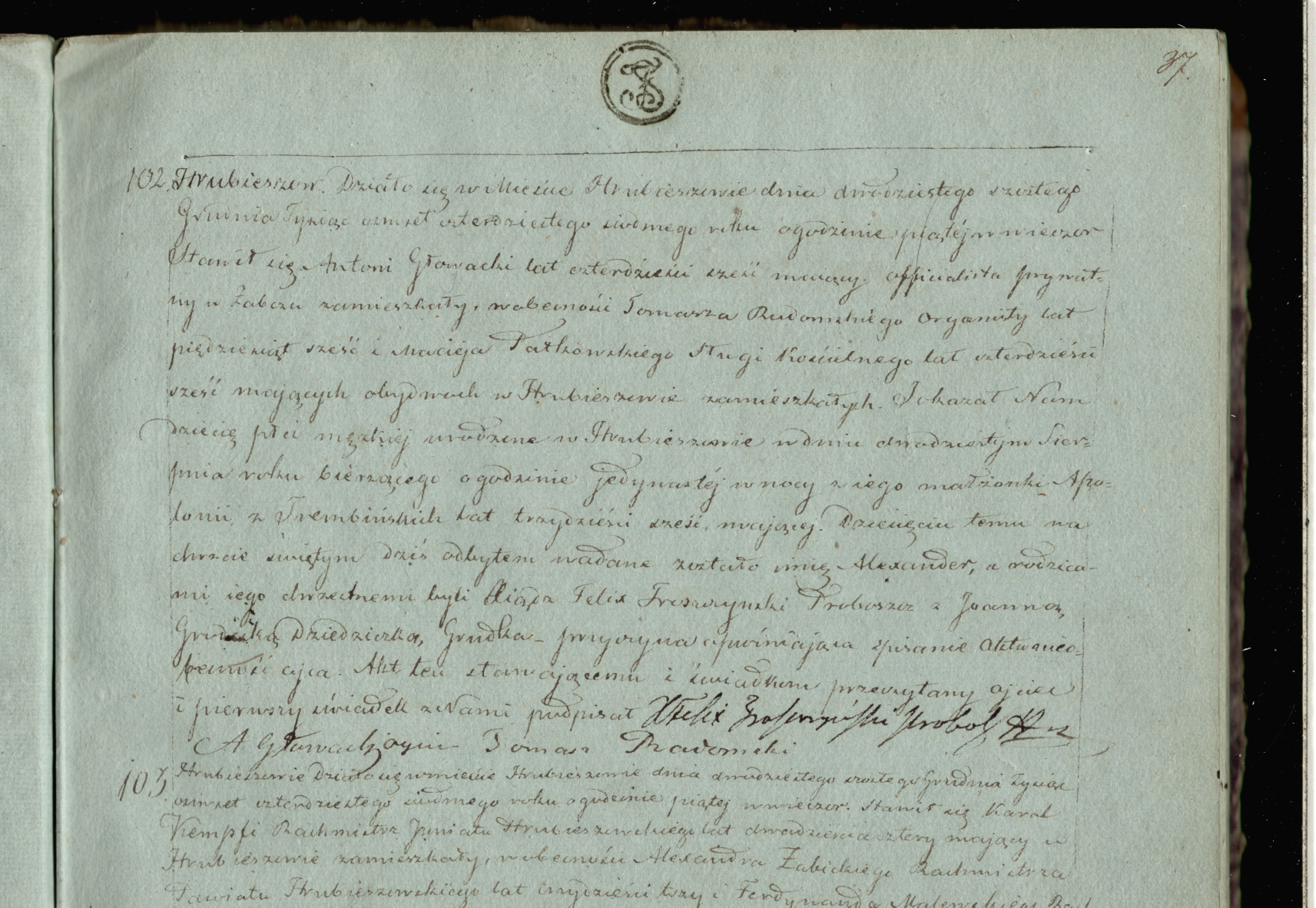
Akt urodzenia-chrztu Aleksandra Głowackiego, Hrubieszów 26 grudnia 1847 roku.

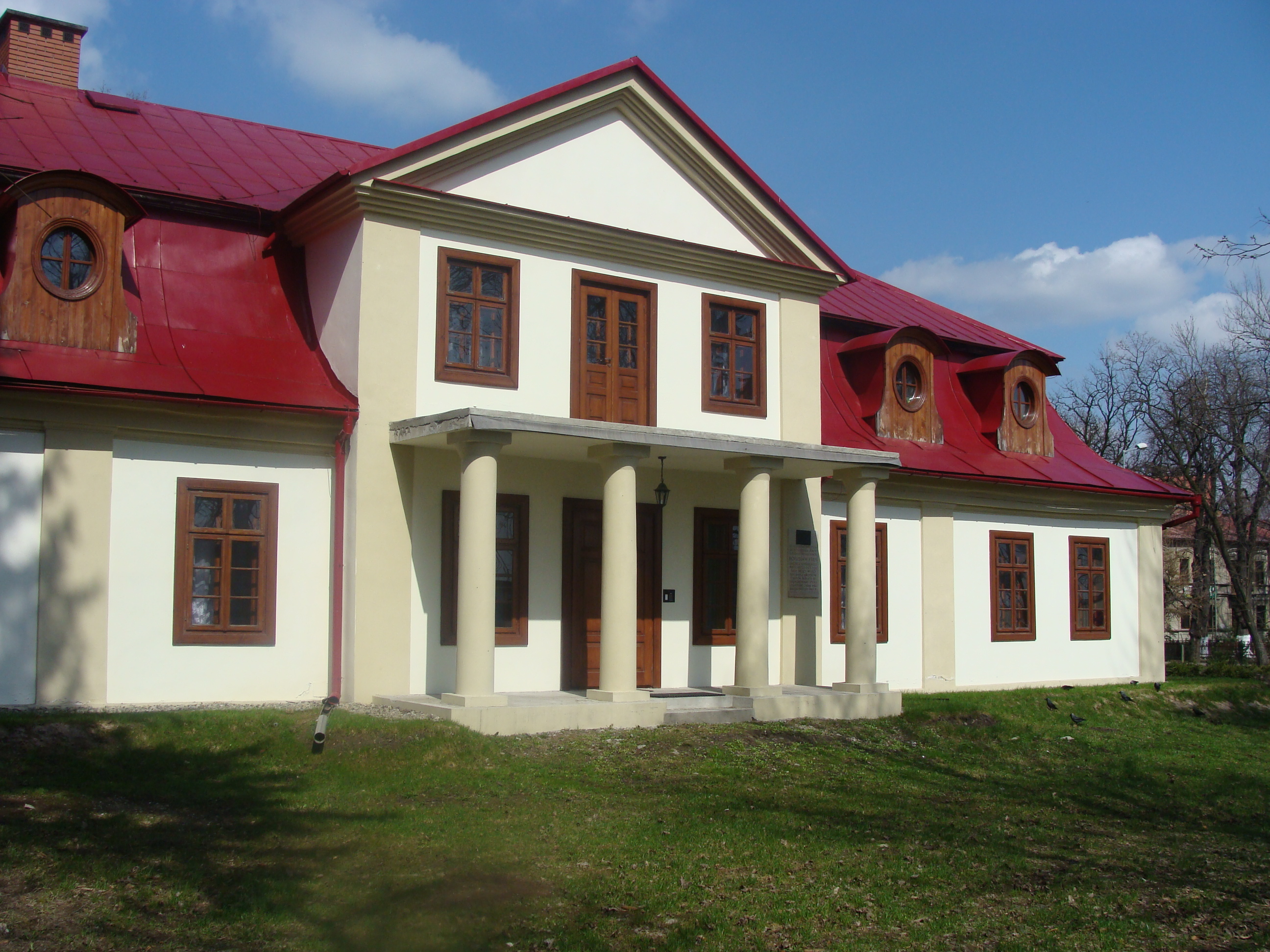
Plebania w Hrubieszowie, w której urodził się Bolesław Prus.

Urodził się 20 sierpnia 1847 roku o godzinie 23:00 w Hrubieszowie na Lubelszczyźnie, w rodzinie Antoniego Głowackiego, dworskiego ekonoma o szlacheckich korzeniach (swój późniejszy pseudonim literacki Aleksander Głowacki zaczerpnął z nazwy rodowego herbu Prus I), oraz Apolonii z Trembińskich. W tym czasie rodzina Głowackich mieszkała w majątku Żabcze. Ojciec na czas porodu umieścił matkę u kuzyna, ówczesnego proboszcza Hrubieszowa, księdza kanonika Feliksa Troszczyńskiego. Osierocony w wieku 3 lat przez matkę, a w wieku lat 9 przez ojca, przeszedł pod opiekę babki Marcjanny Trembińskiej mieszkającej w Puławach. Po jej śmierci zamieszkał u ciotki Domiceli z Trembińskich Olszewskiej w Lublinie, gdzie uczęszczał do Powiatowej Szkoły Realnej (przez 4 lata od roku 1857). Następnie znalazł się w Siedlcach (1861) pod opieką starszego o 13 lat brata Leona Głowackiego, pracującego jako nauczyciel historii. Wraz z bratem przeprowadził się w 1862 roku do Kielc, gdzie rozpoczął naukę w gimnazjum.
Pod wpływem swego brata Leona, działacza frakcji „Czerwonych”, Aleksander Głowacki w roku 1863, mając 16 lat, przerwał naukę w gimnazjum i wziął udział w powstaniu styczniowym. Walczył w oddziale Ludwika Żychlińskiego w bitwie pod Żelazną. Następnie walczył w oddziale Adama Andrzeja Zielińskiego. 1 września został ranny podczas potyczki we wsi Białka (powiat siedlecki). Dostał się do rosyjskiej niewoli, jednak ze względu na młody wiek oraz dzięki wstawiennictwu ciotki, po wyjściu ze szpitala pozwolono mu wrócić do Lublina i zamieszkać z rodziną.
10 stycznia 1864 roku opublikowano w „Kurierze Niedzielnym” jego wiersz Do Pegaza, podpisany pseudonimem Jan w Oleju.
20 stycznia 1864 roku Głowacki został aresztowany za udział w powstaniu. Od stycznia do kwietnia przebywał w więzieniu na Zamku Lubelskim oraz w budynku koszar (dzisiaj gmach Katolickiego Uniwersytetu Lubelskiego). Sąd wojskowy pozbawił go szlachectwa, a następnie oddał pod opiekę wuja Klemensa Olszewskiego, gdyż opiekujący się dotychczas młodszym bratem Leon Głowacki cierpiał na nieuleczalną chorobę psychiczną. Po zwolnieniu z więzienia Aleksander kontynuował naukę w lubelskim gimnazjum, które ukończył 30 czerwca 1866 roku z wynikiem celującym. Interesowały go studia w Petersburgu, na które nie mógł sobie jednak pozwolić z powodów finansowych. W październiku wstąpił więc do Szkoły Głównej w Warszawie na Wydział Matematyczno-Fizyczny. W Warszawie, zdany na własne siły, zarabiał na studia jako guwerner i korepetytor, co nie przynosiło jednak znacznych zysków. W wolnych chwilach pisywał do „Kuriera Świątecznego” listy, które wciąż podpisywał pseudonimem Jan w Oleju. Trudności materialne sprawiły, że będąc na trzecim roku zmuszony był przerwać studia (1869). Następnie przeniósł się do Puław, gdzie podjął naukę na Wydziale Leśnym Instytutu Gospodarstwa Wiejskiego i Leśnictwa, jednak już we wrześniu 1870 roku wrócił do Warszawy, gdyż popadł w konflikt z jednym z rosyjskich profesorów.
Próbował różnych zawodów, dzięki którym mógłby zarobić na życie; był m.in. fotografem, ulicznym mówcą, ślusarzem w fabryce Lilpopa i Raua. W roku 1871 przetłumaczył i napisał streszczenie dzieła angielskiego filozofa Johna Stuarta Milla Logika. Po raz pierwszy spróbował też sił jako dziennikarz.

### Dziennikarstwo

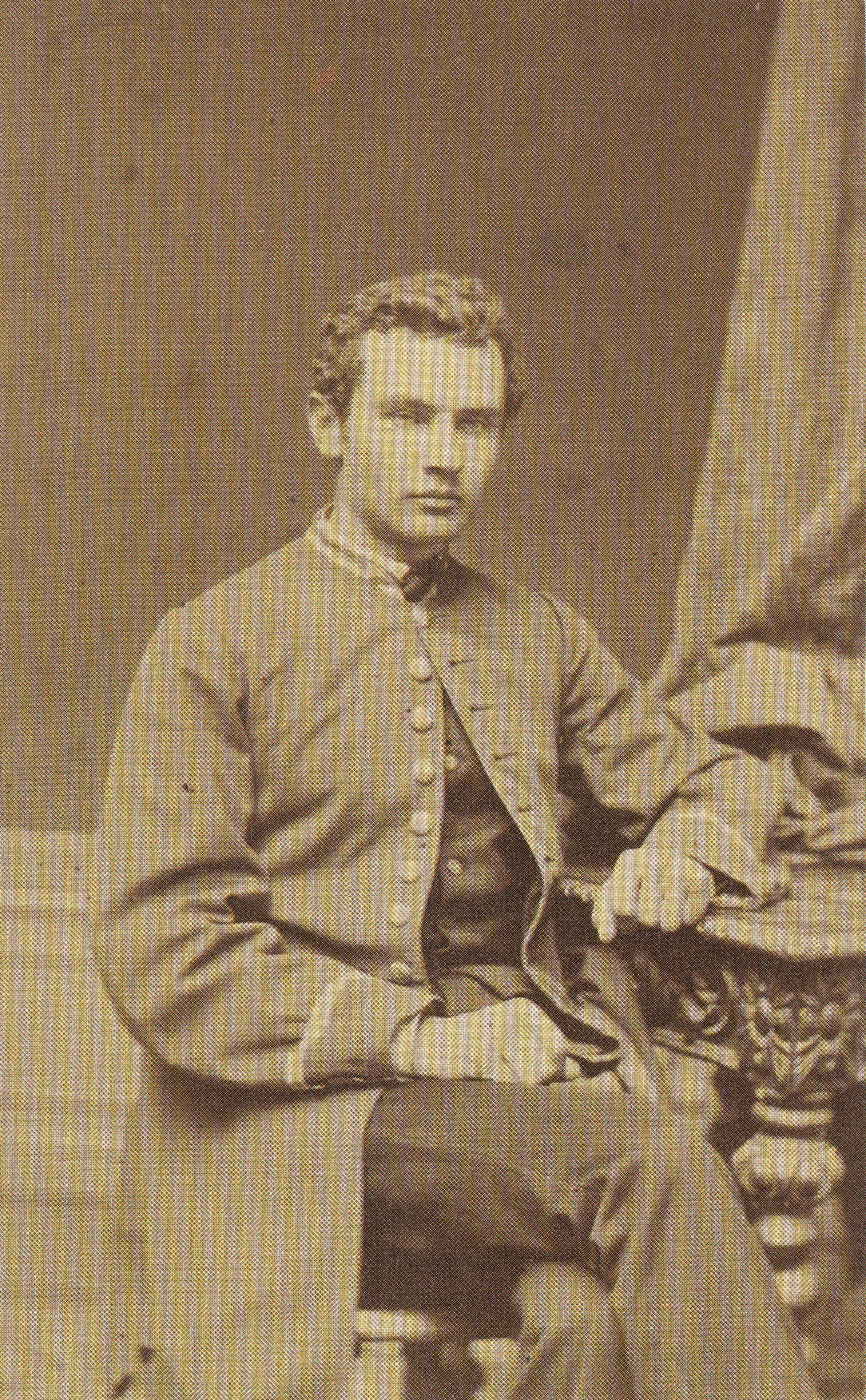
Bolesław Prus w mundurze studenta Szkoły Głównej (1871).

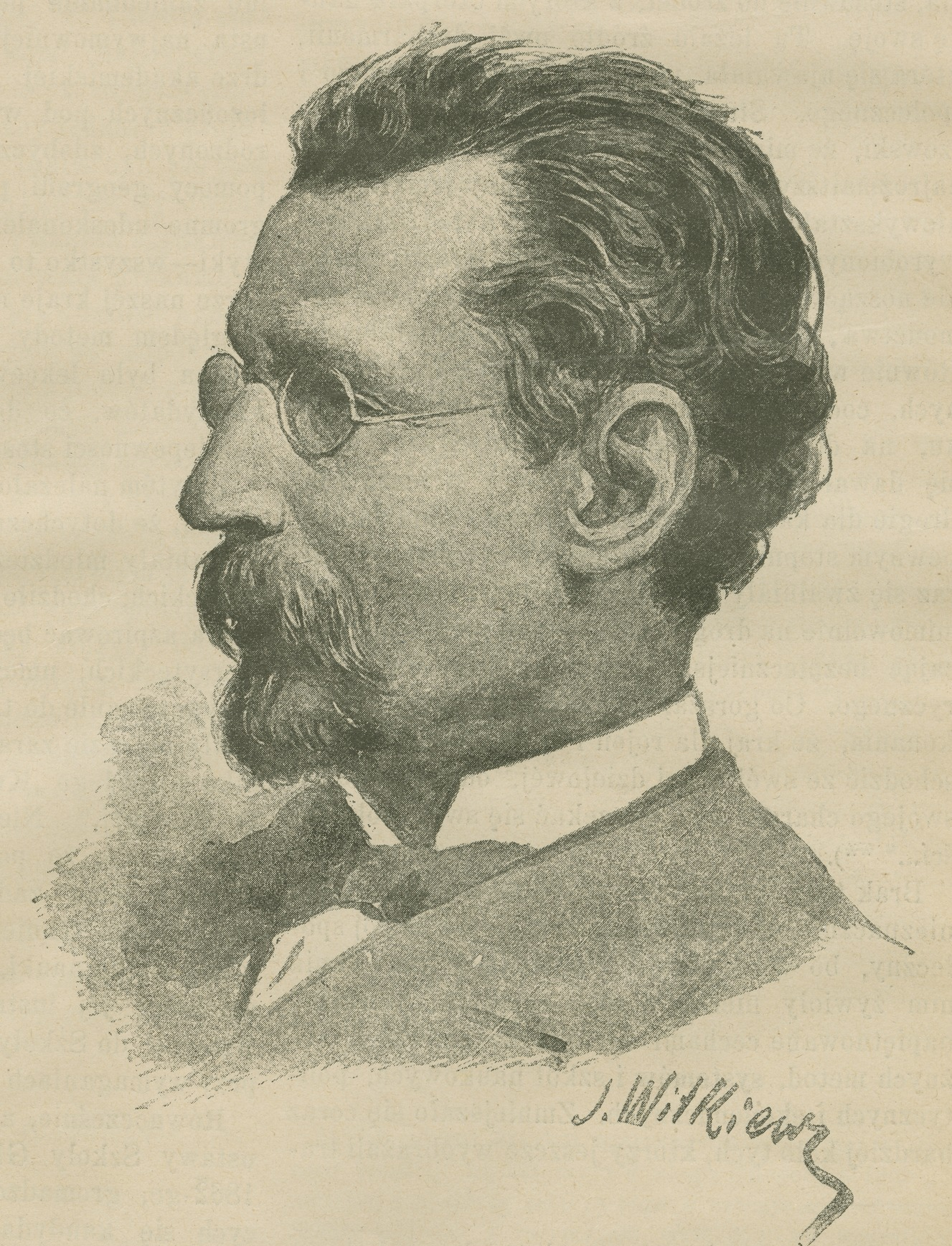
Stanisław Witkiewicz, portret Bolesława Prusa (1888).

Za debiut prasowy Aleksandra Głowackiego uważa się zamieszczony w 22 numerze czasopisma „Opiekun Domowy” z 29 maja 1872 roku artykuł społeczny Nasze grzechy. Tego samego roku w czasopiśmie „Niwa” opublikowany został jego pierwszy artykuł popularnonaukowy O elektryczności. Na łamach „Opiekuna Domowego” w 1872 roku ukazywały się też felietony Głowackiego Listy ze starego obozu, które autor po raz pierwszy podpisał pseudonimem Bolesław Prus. Aleksander Głowacki postanowił bowiem wówczas używać prawdziwego nazwiska do podpisywania jedynie poważnych artykułów.
Głowacki rozpoczął również współpracę z satyrycznymi pismami „Mucha” (od 1873 roku) i „Kolce” (od 1874 roku), dla których pisał prześmiewcze Szkice społeczne i liczne humoreski (najbardziej znane z nich to Kłopoty babuni oraz To i owo). Także w „Niwie” ukazywał się jego stały felieton Sprawy bieżące. Wszystkie publikacje zamieszczane w tych gazetach, ze względu na rozrywkowy charakter artykułów, autor podpisywał nazwiskiem Prus.
Również w roku 1874 Głowacki związał się z „Kurierem Warszawskim”, na łamach którego ukazała się seria siedmiu utworów z cyklu Szkice warszawskie. Ta sama gazeta od roku 1875 zaczęła zamieszczać Kartki z podróży (felietony i reportaże pisane podczas licznych wędrówek reporterskich po kraju) oraz Kronikę tygodniową, która wówczas przyniosła Prusowi największą popularność. W artykułach tych poruszał on sprawy polityczne, społeczne i moralne, przyciągając czytelników trafnymi spostrzeżeniami oraz odważnymi polemikami.
Kariera felietonisty w kilku czasopismach, którą początkowo traktował drugorzędnie (miał stałą pracę kasjera w banku), przyniosła Prusowi znaczne dochody i czasowo zapewniła stabilizację finansową. Pozwoliło mu to na zrealizowanie planów małżeńskich. 14 stycznia 1875 roku Aleksander Głowacki w lubelskim kościele pw. Ducha Świętego wziął ślub z Oktawią Trembińską (zm. 1936), daleką kuzynką ze strony matki. Żona czuwała od tego czasu nad jego zdrowiem (Prus cierpiał na agorafobię). Para nigdy nie doczekała się własnego potomstwa, natomiast ich przybrany syn Emil w wieku 18 lat popełnił samobójstwo z powodu nieszczęśliwej miłości. Istnieje natomiast przypuszczenie, że z romansu z Aliną Sacewiczową pisarz miał naturalnego syna Jana Sacewicza (1907- zm. 1945 w oflagu pod Lubeką), którego druga córka, a zatem wnuczka Prusa, Hanna Teresa Blandford zmarła w 2024 roku w Warszawie.
W 1876 roku Prus rozpoczął współpracę z czasopismem „Ateneum” (do którego pisał głównie Kroniki miesięczne), natomiast w 1877 z tygodnikiem „Nowiny”. W 1882 objął redakcję tej gazety. Na jej łamach zamieścił m.in. kontrowersyjny dokument Szkic programu w warunkach obecnego rozwoju społeczeństwa. W tym samym czasie rozwijała się coraz bardziej jego działalność beletrystyczna. W roku 1879 Prus wkroczył w dojrzały okres swojej twórczości nowelistycznej, który trwał aż do roku 1885. Nigdy nie porzucił jednak dziennikarstwa. W 1883 roku związał się z „Tygodnikiem Illustrowanym”, a w 1887 z „Kurierem Codziennym”. Większość jego opowiadań, nowel, a później powieści była po raz pierwszy publikowana na łamach gazet, z którymi współpracował.

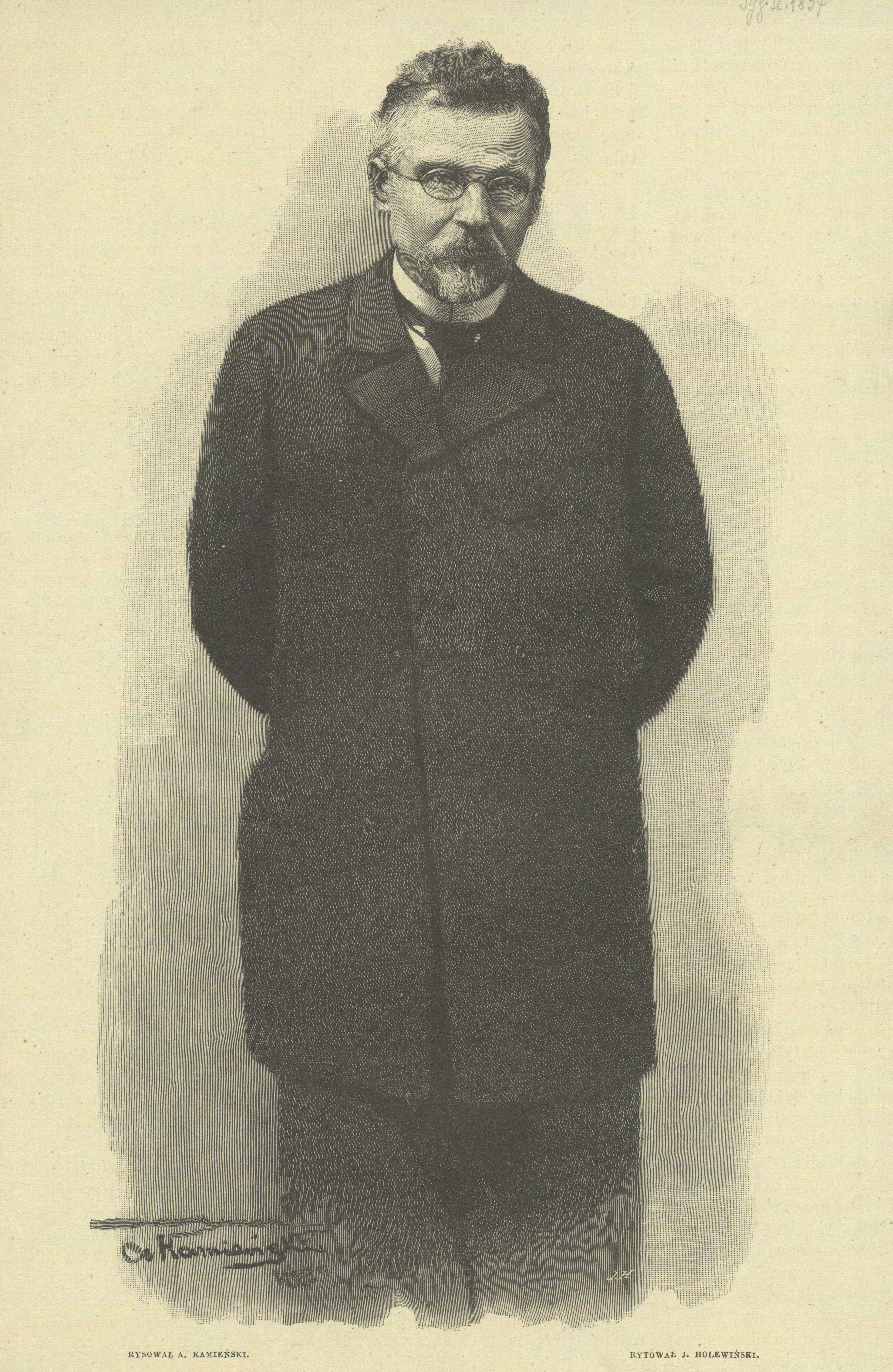
Portret pisarza autorstwa Antoniego Kamieńskiego (1897).

Gdy w roku 1883 prowadzone przez Prusa czasopismo „Nowiny” upadło, pisarza znowu dotknęły problemy finansowe. Poświęcił się on wówczas głównie pracy nad powieściami. Prus nawiązał również stałą współpracę z wydawanym w Petersburgu polskim tygodnikiem „Kraj”, dla którego pisał Korespondencję z Warszawy. W 1885 roku Prus poznał znanego malarza Stanisława Witkiewicza, który był wówczas współredaktorem czasopisma „Wędrowiec”. Dzięki znajomości z Witkiewiczem Prus przez krótki czas związany był z „Wędrowcem”, na łamach którego opublikował kilka nowel i opowiadań oraz powieść, w której odnaleźć można wpływy naturalizmu – Placówkę.

### Wyjazdy i wypoczynek

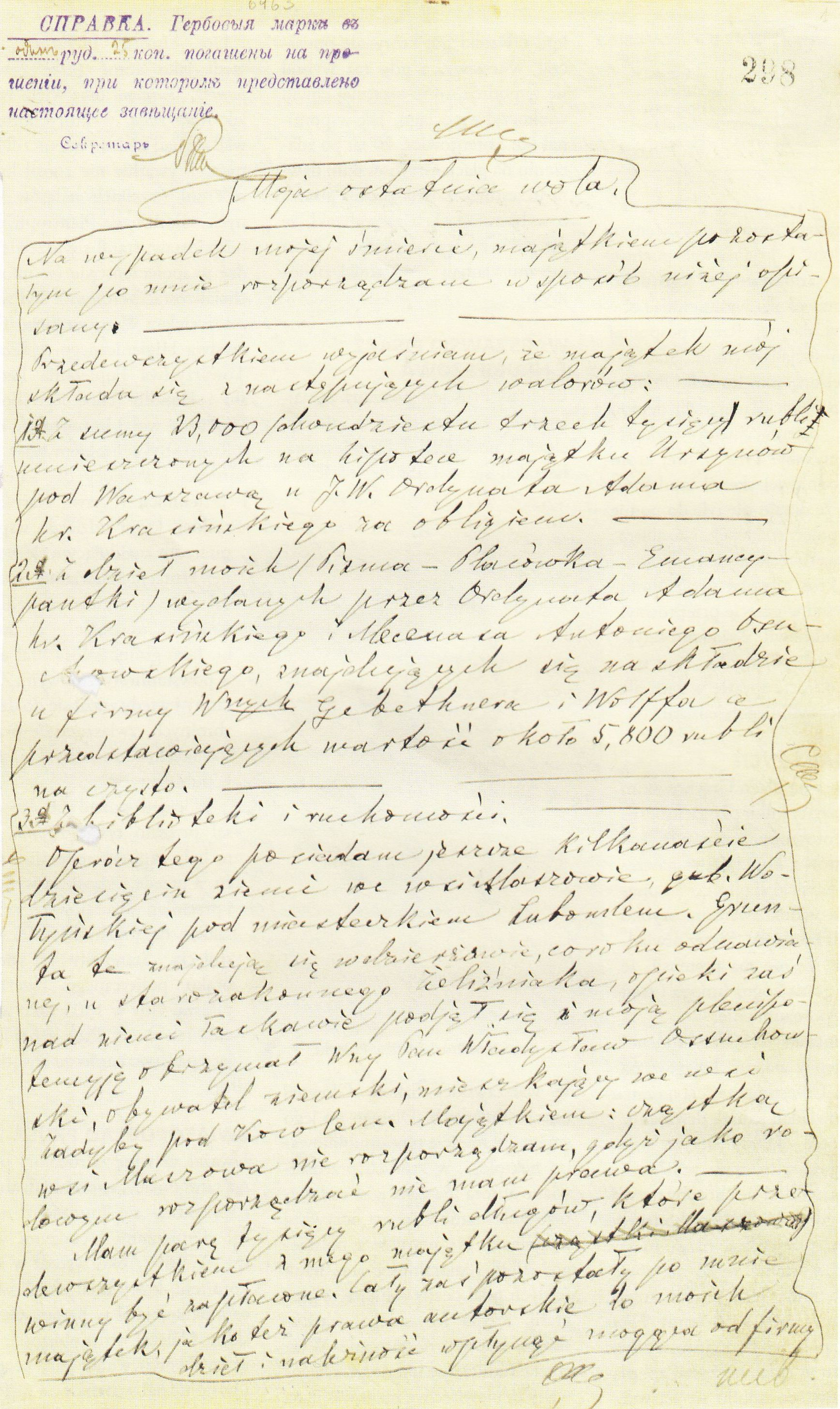
Fragment testamentu Bolesława Prusa.

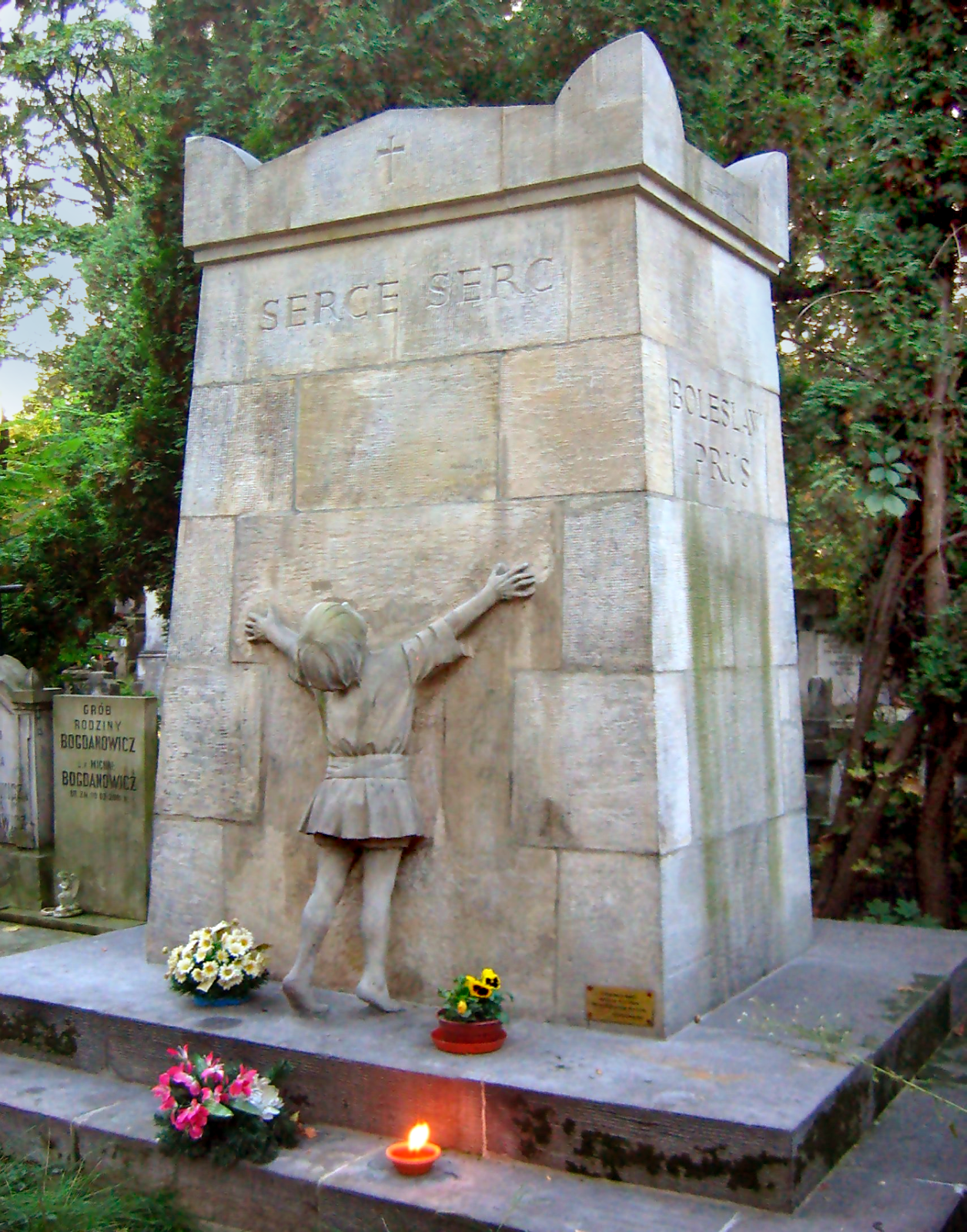
Grób Prusa na cmentarzu Powązkowskim w Warszawie.

W 1882 roku Prus po raz pierwszy wyjechał na wczasy do uzdrowiskowej miejscowości Nałęczów. Od tamtej pory miasteczko to stało się jego ulubionym miejscem wypoczynku, które odwiedzał przez kolejne 28 lat, ostatni raz przyjechał do uzdrowiska w 1910 roku. Dziś w Nałęczowie znajduje się Muzeum Bolesława Prusa, które mieści się przy ulicy Poniatowskiego 39, w zabytkowym budynku dawnej Ochronki. Do grudnia 2017 roku muzeum funkcjonowało w Pałacu Małachowskich. Z Nałęczowa często podróżował do pobliskiej Bochotnicy, gdzie prawdopodobnie umieścił akcję swojej noweli Antek.
3 września 1892 roku wystąpił w charakterze świadka na ślubie Stefana Żeromskiego z Oktawią Rodkiewiczową. Prus był zaprzyjaźniony z młodą parą, z którą poznał się podczas wyjazdów do Nałęczowa – Oktawia, często towarzysząca Prusowi w spacerach po nałęczowskim parku, miała być rzekomo pierwowzorem Madzi Brzeskiej z „Emancypantek”. Stefana z kolei poznał w 1891 roku.
W 1895 Prus odbył jedyną podróż zagraniczną do Niemiec, Czech, Szwajcarii i Francji, odwiedził m.in. Berlin, Drezno, Karlsbad, Rapperswil (gdzie spotkał się z Żeromskimi) i Paryż.

### Ostatnie lata

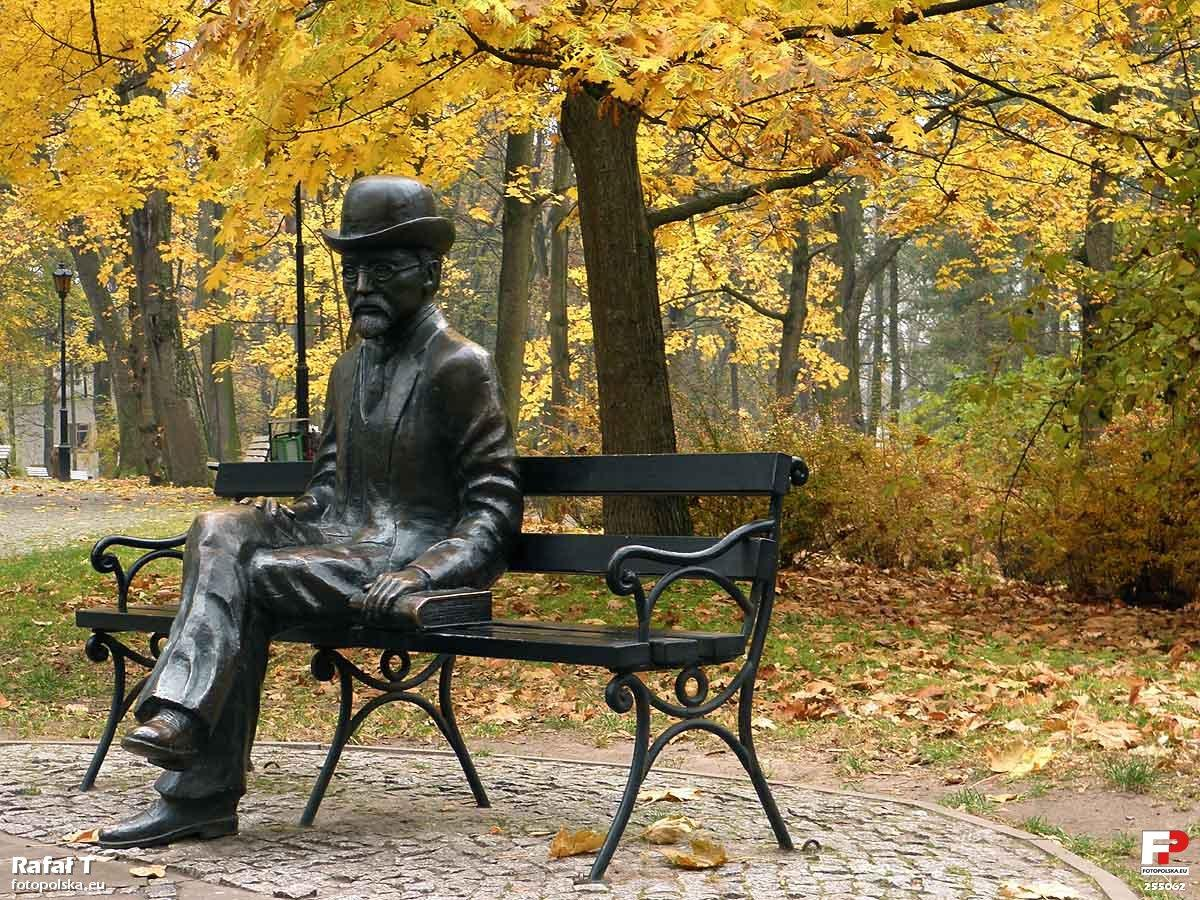
Ławeczka Bolesława Prusa w Nałęczowie.

Pod koniec życia, dzięki ożywionej działalności publicystycznej (głównie w latach 1904–1905) Prus stał się wielkim autorytetem w oczach opinii publicznej. Postrzegano go jako wzorowego reprezentanta postawy zgodnej z założeniami pracy organicznej i utylitaryzmu. Do końca życia pisarz chętnie brał udział w akcjach społecznych i obejmował patronat wielu inicjatyw oraz przedsięwzięć. Został opiekunem sierot z Towarzystwa Dobroczynności, brał udział w spółce zakładającej Seminarium dla Nauczycieli Ludowych na Ursynowie, był prezesem Stowarzyszenia Kursów dla Analfabetów Dorosłych. W swoim testamencie ufundował stypendia dla utalentowanych dzieci pochodzących z ubogich wiejskich rodzin. Księgozbiór zapisał Towarzystwu Biblioteki Publicznej w Warszawie, jego część Oktawia Głowacka przekazała do Biblioteki im. Hieronima Łopacińskiego w Lublinie. W ostatnim okresie życia (na pewno w 1911) przyjeżdżał na wypoczynek do Milanówka.
Zmarł na atak serca w wieku 64 lat. Jego pogrzeb, który odbył się 22 maja 1912, zgromadził tłumy wielbicieli talentu pisarza i przerodził się w wielką manifestację mieszkańców Warszawy. Prus został pochowany na cmentarzu Powązkowskim (kwatera 209-1-4/5/6); na grobowcu, wzniesionym według projektu Stanisława Jackowskiego, umieszczono inskrypcję „Serce serc”.

## Twórczość
Twórczość prozatorska Bolesława Prusa należy do największych osiągnięć literatury polskiej.
Tematem jego wczesnej twórczości było przedstawienie krzywdy społecznej skontrastowanej z jałowością życia zamkniętego w swoim świecie ziemiaństwa (Dusze w niewoli, Anielka).
W tym czasie Prus był świadkiem tragedii losów ludzkich i niesprawiedliwości społecznej, spowodowanych w znacznej części zderzeniem z wczesnokapitalistyczną gospodarką (Powracająca fala). Zachodzące zjawiska społeczno-gospodarcze Prus poddawał w swojej twórczości analizie i ocenie.
Jego pierwszą dużą powieścią była Placówka (1885–1886) – ukazująca się początkowo na łamach czasopisma „Wędrowiec”. Następnie powstała jego epicka panorama ówczesnej Warszawy z lat 1878–1879 – powieść Lalka (1887–1889 w „Kurierze Codziennym”, wydanie książkowe 1890). Prus napisał także powieść społeczno-obyczajową Emancypantki (1890–1893 w „Kurierze Codziennym”, wydanie książkowe 1894). W swojej jedynej powieści historycznej Faraon (1895–1896 w „Tygodniku Illustrowanym”, wydanie książkowe 1897) przedstawił, na tle fragmentu historii starożytnego Egiptu, mechanizmy władzy, państwa i społeczeństwa. Następnie w roku 1909 wydał jeszcze jedną powieść Dzieci (1908 w „Tygodniku Illustrowanym”, wydanie książkowe 1909), w której poddał krytyce rewolucję rosyjską 1905 roku. Śmierć pisarza przerwała prace nad ostatnią, niedokończoną powieścią Przemiany (1911–1912 w „Tygodniku Illustrowanym”). Prus – przed opublikowaniem „Lalki” – rozpoczął także pisanie powieści „Sława”. Projekt ten jednak porzucił.
W latach 1953–1970 ukazało się w 20 tomach wydanie Kronik.
Od 2014 roku rozpoczęto wydawanie Edycji Krytycznej Pism Wszystkich Bolesława Prusa.

## Dzieła

### Nowele i opowiadania
- Lokator poddasza (1875; opowiadanie)
- Pałac i rudera (1875; opowiadanie)
- Szkatułka babki (1878; opowiadanie)
- Przygoda Stasia (1879)
- Powracająca fala (1880; opowiadanie)
- Michałko (1880)
- Antek (1880)
- Katarynka (1880)
- Nawrócony (1881)
- Kamizelka (1882)
- On (1882)
- Milknące głosy (1883)
- Grzechy dzieciństwa (1883)
- Na wakacjach (1884)
- Omyłka (1884)
- Pleśń świata (1884)
- Żywy telegraf (1884)
- Cienie (1885)
- Z legend dawnego Egiptu (1888)
- Sen (1890)

### Powieści
- Dusze w niewoli (debiut powieściowy Prusa; wyd. książkowe 1877)
- Anielka (jako Chybiona powieść w 1880; ostateczna wersja w 1885; zaliczana często do opowiadań)
- Placówka (wyd. książkowe 1886)
- Lalka (wyd. książkowe 1890)
- Emancypantki (wyd. książkowe 1894)
- Faraon (wyd. książkowe 1897)
- Dzieci (wyd. książkowe 1908)
- Przemiany (1911, w odcinkach, niedok.)

## Upamiętnienie
Jego wizerunek został przedstawiony na polskiej monecie o nominale 10 zł, wybijanej w latach 1975–1978 oraz 1981-84. Moneta ta została wykonana z miedzioniklu w wielomilionowym nakładzie, miała średnicę 25 mm i wagę 7,7 g, rant ząbkowany. W 2012 r. Narodowy Bank Polski wydał upamiętniające Bolesława Prusa monety kolekcjonerskie: złotą o nominale 200 złotych oraz srebrną o nominale 10 złotych, a także towarzyszącą im monetę okolicznościową ze stopu nordic gold o nominale 2 złotych.
Jego imię noszą ulice w wielu miastach Polski, m.in. w Warszawie, Krakowie, Wrocławiu, Łodzi, Poznaniu i Lublinie, a od 2017 roku także w Katowicach.